# Madárgyűrűzés Magyarországon

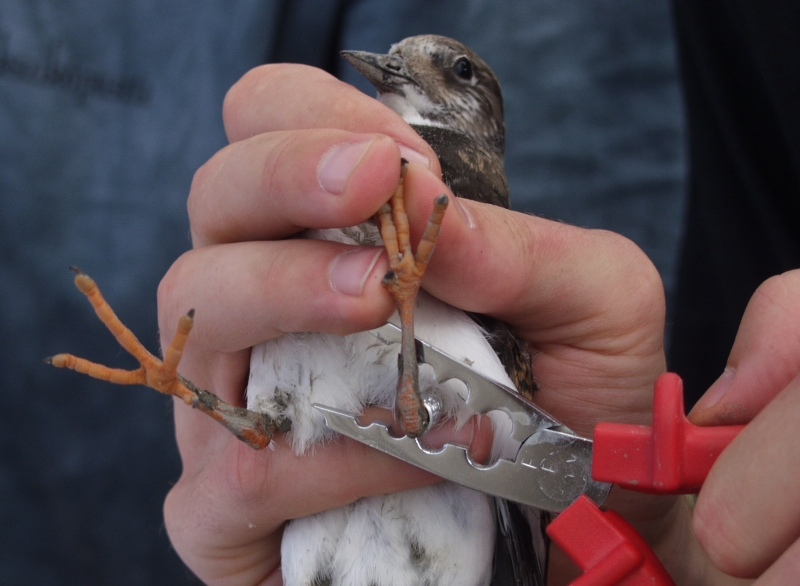
Gyűrűzés - kőforgató

A madárgyűrűzés a vadon élő madarak egyedi jelölésének egyik, legrégebben és leggyakrabban alkalmazott módszere. Leginkább az egyedi kóddal ellátott gyűrűtípusok elterjedtek, de gyakran színes gyűrűk kombinációját is alkalmazzák. Az egyedi jelölés célja leggyakrabban a vonulás kutatása. Ökológiai, etológiai vizsgálatok során, amennyiben fontos a megjelölt példányok későbbi azonosíthatósága, ugyancsak többnyire ez a bevált módszer jelenti a megoldást.
Mivel a vadon élő madarak túlnyomó része védett, befogásukhoz és jelölésükhöz A védett állatfajok védelmére, tartására, hasznosítására és bemutatására vonatkozó részletes szabályokról szóló 348/2006. (XII. 23.) Kormányrendelet rendelkezései szerinti engedély szükséges!
Magyarországon a világon harmadikként kezdték alkalmazni ezt a módszert, amely azóta is fontos eszköze a madártani kutatásoknak.

## A madárgyűrűzés és vonuláskutatás kezdetei Magyarországon
A töredékesen megmaradt háború előtti adatok alapján a legkorábbi gyűrűzés 1908. június 17-i, egy Felsőpeszéren jelölt fehér gólya fióka, amit Cerva Frigyes gyűrűzött. Feltehetően nem ez volt az első gyűrűzési adat, de szinte bizonyos, hogy 1908 tavaszán gyűrűztek először a Magyar Ornithológiai Központ munkatársai, a „BUDAPEST” feliratú jelölőgyűrűkkel. Ahhoz, hogy ez megtörténhessen, és hogy már az első évben összesen 27 madárfaj 1064 példányát jelölhették meg Magyarországon, óriási előkészítő munka kellett. A Johanness Thienemanntól (Rossitten) kapott mintagyűrűk alapján készített első öt hazai gyűrűsorozatnak már korábban el kellett készülnie, az első gyűrűzési akciókat, a gyűrűzési helyeket, időpontokat pontosan meg kellett szervezni, a helyi kapcsolattartókkal lelevelezni. Mindezeket Schenk Jakab intézte, aki korábban javasolta a módszer hazai bevezetését Herman Ottónak, az Ornitológiai Központ igazgatójának. Az 1908-as év kezdetét a Központ munkatársai már kész munkatervvel ünnepelték.
A hazai madárgyűrűzés korai eredményei szenzációs újdonságokat hoztak az ornitológiában, aminek gyorsan híre ment. Ennek köszönhető, hogy 1910-ben, Berlinben, az V. Nemzetközi Madártani Kongresszuson az öt szekció egyikének, a madárvonulási szakosztálynak Herman Ottó volt az elnöke, jegyzőnek pedig Schenk Jakabot választották, aki a kongresszuson bemutatta a „Kísérlet a Madárvonulás kutatásában” című előadását. Szintén a kezdeti sikerek elismerése, hogy 1914-ben meglátogatta a Központot Henry Forbes Witherby, a British Birds magazin alapítószerkesztője, hogy cikket készítsen a magyarországi madárgyűrűzési módszerekről és eredményekről. Az itteni gyakorlati tapasztalatokat az angliai madárgyűrűzés szervezésében is felhasználták. A madárgyűrűzési jelentések a kezdetek óta publikálásra kerültek, 1908-tól napjainkig az Aquilában (egy rövid periódus kivételével, 1987 és 1997 között, amikor a Gyűrűző Híradókban és Túzok folyóiratban kerültek közlésre a riportok).

## A világháború után
A II. világháború során az értelmetlen pusztítás áldozata lett mindannyi más természeti, emberi és kulturális érték között 1944 decemberében a Madártani Intézet teljes archívuma és gyűjteménye. A kezdetektől folyó következetes és rendszeres jelentéseknek köszönhetően az adatok legfontosabb része fennmarad az Aquila oldalain. Bár megmaradt régi gyűrűkkel és a társközpontoktól kapott cseh és svájci gyűrűkkel folytak kis számban gyűrűzések közvetlenül a háború után is, az igazi újrakezdés éve 1951 volt. Az újjászerveződött Madártani Intézetben Keve András és Pátkai Imre vezetésével kezdődött el ismét a munka és lelkes munkatársak segítségével újraindult a gyűrűgyártás is Magyarországon (Aquila LIX.). 1950-ben Warga Kálmán vezetésével a Magyar Természettudományi Múzeum munkatársai is megkezdték a madárjelöléseket múzeumi gyűrűkkel, de a gyűjteményt ért bombatámadás (1956. október 24.) után ez nem folytatódott. Összesen 69 madárfaj, 2030 példányát jelölték meg, de a részletes adatok jelentős része megsemmisült. Ebben az időszakban részben fiókagyűrűzések (például dankasirály gyűrűzések a Fehér-tavon és Rétszilason) és az akkor legális, hagyományos fogási módszerekkel fogható magevők voltak. A 60-as évek elejéig folyamatosan emelkedő éves gyűrűzési mennyiségek után egy erős visszaesés következett be, amely a 70-es évek elejéig tartott.

## A Magyar Madártani Egyesület megalakulása után
Az 1974-ben alapított MME és azon belül a Gyűrűző Szakosztály megalakulásával nagy lendületet vett a szervezett madárgyűrűzés. Az "Actio Hungarica" madárgyűrűző-táborokban az eltelt három évtized alatt másfél millió madarat jelöltek. 1976-ban a Madártani Intézet megbízásából a Magyar Madártani és Természetvédelmi Egyesület átvette a madárgyűrűzés szervezését Magyarországon. A Szakosztály később megfogalmazta a madárgyűrűzés szakmai és etikai szabályait és szervezte a madárgyűrűzési vizsgákat 1997-ig. A 90-es évek közepétől az évente jelölt madarak száma már meghaladta az évi 100 ezret, és ezen belül évről évre növekszik az egyes projekteken belül, elsősorban a madárgyűrűző állomásokon jelölt madarak aránya.

## A madárgyűrűzés jelene Magyarországon
Ahogy az utóbbi évtizedben megnövekedett a Magyarországon megjelölt madarak mennyisége (10 év alatt éppen a duplájára), ezzel párhuzamosan jöttek egyre sűrűbben a madárgyűrűzés tevékenységének keretet adó szabályok módosításai, változásai. Az első – gyökeres – változást az 1998-ban hatályba lépett új jogszabály hozta (a védett állatfajok védelmére, tartására, bemutatására és hasznosítására vonatkozó részletes szabályokról szóló 8/1998. (I. 23.) számú kormányrendelet). Ebben először jelenik meg a hazai jogrendben a madárgyűrűzés tevékenysége. Ettől az évtől kezdve a gyűrűzőknek már nem volt kötelező az MME tagság. Ugyancsak ez a joganyag szabályozta 1998-tól a madárgyűrűzési vizsgákat, bár a gyakorlati alkalmazás 5 évet késett. 2003-ban minden akkori gyűrűzőnek természetvédelmi különbözeti vizsgát kellett tennie, aminek az akkori gyűrűzők legnagyobb hányada eleget tett. 2003 őszén az új feltételekhez igazodva elkezdődött az 1997-ben megszakadt vizsgáztatás is. A vizsgákat a Környezetgazdálkodási Intézetben létrehozott madárgyűrűzési munkacsoport szervezte és bonyolította, majd az Intézet megszűnése után a Környezetvédelmi és Vízügyi Minisztérium feladata lett.
2002-ben a folyamatosan növekvő gyűrűigény és a lelkes és kitartó, több évtizede munkálkodó gyűrűgyártók eltávozása miatt a poszáta gyűrűt importálni kellett a svéd I.Ö. Mekaniska cégtől. Bár volt példa korábban is külföldi gyártású gyűrűk alkalmazására, de csak kis tételben, egy-egy speciális típus esetén. A nagy mennyiségben fogyó, kisméretű poszáta gyűrű gyártását nem lehetett a továbbiakban a hazai kézi megmunkálással megoldani. A füzike gyűrű gyártásához készített (1999/2000) hasonló új szerszám kidolgozása költségesnek bizonyult volna és már akkor előreláthatóak voltak a később jelentkező gyártási nehézségek is. Így dönteni kellett a hazai madárgyűrű-gyártás leépítése és az import gyűrűk alkalmazása mellett. A polgári szolgálat 2004-es megszűnése miatt végül le kellett állítani a hazai füzike gyűrű gyártását is. 2005-től minden hazai jelölőgyűrű típust importálunk, a hazai gyűrűgyártás megszűnt. 1951 és 2004 között összesen 3,066 millió jelölőgyűrűt gyártottak Magyarországon, a legtöbbet gyűrűző munkatársaink, kézi szerszámokkal.
A madárgyűrűzés finanszírozásában változást hozott a 2004-es év, amikor megszületett a KvVM és az MME közötti együttműködési megállapodás a madárgyűrűzés hazai működtetéséről. Ennek eredményeként alakult meg a Madárgyűrűzést Felügyelő Bizottság, amely hívatott a tevékenységet érintő alapvető kérdésekben eljárni. Ez a szakmai és etikai szabályzat - a hatályos jogszabályokkal egyeztetett - gyökeres módosítását vonta maga után. Kidolgozásra került a Madárgyűrűzési Központ működési és adatvédelmi szabályzata. A KvVM-MME megállapodás értelmében a KvVM évi 5 millió forinttal járul hozzá a haza madárgyűrűzéshez 5 éven át (2004-2008). A Felügyelő Bizottság egy igen fontos kapocs a KvVM és a Madárgyűrűzési Központ és a gyűrűzők között. Az egyeztetések ezzel „intézményes” formát öltöttek és sokkal gördülékenyebben folynak, mint a korábbi években. 2007-től a szűkös anyagi feltételek miatt be kellett vezetni az éves regisztrációs díjat a madárgyűrűzők számára, ezzel a tudományos és természetvédelmi feladatokat végző önkéntesek belefektetett munkájuk mellett kényszerből anyagilag is hozzájárulnak e közfeladat ellátásához. A KvVM-MME megállapodásában egy rögzített (5 millió Ft/év) éves költségvetés van, ami a folyamatosan növekvő gyűrűigény miatt mára már nem elegendő a működés fenntartására. A hazai madárgyűrűzés történetében korábban nem volt példa arra, hogy az önkéntesen dolgozó külső munkatársaktól anyagi hozzájárulásra is szükség lett volna, az állam a költségek fedezetét korábban mindig biztosította. A finanszírozási problémák miatt egy főre zsugorodott a Madárgyűrűzési Központ állománya. A polgári szolgálat rendszere alatt szinte folyamatosan volt a Központban segítség, ennek megszűnésével alkalmazott segített be, de a jelenlegi költségvetési keretek ezt nem engedik meg. 2008-ban volt a hazai madárgyűrűzés centenáriuma, de az ünneplés mellett nagyon sokat kell foglalkoznunk a madárgyűrűzés jövőjével is. Indokolja ezt az a tény is, hogy a 2004-ben megkötött KvVM-MME 5 éves megállapodás 2008. év végén lejárt. A madárgyűrűzés és a Madárgyűrűzési Központ jövője szempontjából legfontosabb, hogy mely fő feladatokat kell ellátni és ehhez milyen működési keretet lehet biztosítani, lehetőleg hosszú távon. A madárgyűrűzés legfontosabb feladata jelenleg olyan vizsgálatok elvégzése, amelyek hozzájárulnak a természetvédelem céljaihoz vagy a madarak jobb tudományos alapú megismeréséhez. 2009-ben megjelent a hazai madárgyűrűzés eredményeit összefoglaló Magyar Madárvonulási Atlasz.

## A Madárgyűrűzési Központ
A Madárgyűrűzési Központ Archiválva 2009. december 7-i dátummal a Wayback Machine-ben  több mint 300 gyűrűző munkáját koordinálja. Az európai országok gyűrűzési központjainak együttműködését az 1963-ban, Párizsban, az európai madárgyűrűzési központok által alapított EURING (European Union for Bird Ringing) biztosítja.
A Madárgyűrűzési Központban két évtizedes munka eredményeként 2005-ben befejeződött a hazai madárgyűrűzési adatbank digitalizálása, így napjainkra a számítógépes adatbázis teljes körű és naprakész. Ez a munka a 80-as évek végén kezdődött, akkor először csak a külföldi, később a belföldi megkerülések kerültek adatbázisba (PRORING, Szép Tibor). Az 1990-es évek közepétől az aktuális éves gyűrűzési adatok mellett folyamatosan kerültek rögzítésre a régebbi adatok is (Ringing Office, Varga Lajos). A madárgyűrűzési adatbázisban jelenleg 4132519 rekord van (2007. december 31.). Napjainkra megtörtént az átállás a teljesen elektronikus kommunikációra és adatkezelésre, így a Központban évről évre egyre kevesebb adatrögzítés folyik, nagyobb időt engedve az adatfeldolgozásoknak és értékeléseknek.

## Magyar Madárvonulási Atlasz
A magyarországi madárvonulás-kutatás, a madárgyűrűzés 100 évének eredményeit összefoglaló reprezentatív kötet 2009-ben jelent meg a Kossuth Kiadó gondozásában. Az atlaszban minden madárfaj bemutatásra került, amelyet hazánkban gyűrűztek az eltelt száz évben, illetve amelynek megkerült gyűrűs példánya Magyarországon. A 73 szerző által megírt 290 fajt feldolgozó munka a hazai ornitológia egyik legjelentősebb eredménye, amely sok száz madárgyűrűző munkájának összefoglalója 672 oldalon. A könyv tartalmában és megjelenésében is összemérhető a világ más országaiban kiadott hasonló tárgyú munkákkal.

## Külső hivatkozások
- A madárgyűrűzés hazai története 1908-1945 Archiválva 2014. február 2-i dátummal a Wayback Machine-ben
- A madárgyűrűzés hazai története 1945-2008
- Természetvédelmi jogi ismeretek gyűrűzővizsgához Archiválva 2020. szeptember 21-i dátummal a Wayback Machine-ben
- A madárgyűrűzés szakmai és etikai szabályzata. In: A Madárgyűrűzési Központ működési szabályzata. (Módosítva: 2014. november 14.) Természetvédelem.hu
- Műholdas nyomkövetővel Magyarországon jelölt kerecsenek
- Európai színes gyűrűzési projektek leírása
- Vízimadarak vonulásának monitoring programja
- Ringing & Migration a BTO folyóirata (Gyűrűzés és vonuláskutatás)
- Fehér-tavi Ornitológiai Tábor